# Aulogymnus flavimaculata
Aulogymnus flavimaculata är en stekelart som först beskrevs av Girault 1916.  Aulogymnus flavimaculata ingår i släktet Aulogymnus och familjen finglanssteklar. Inga underarter finns listade.